# Jungfruregeln
Jungfruregeln, latin regula virginum, var i äldre aritmetiska läroböcker namnet på ett särskilt räknesätt som i sak sammanfaller med lösningen av två ekvationer av första graden mellan två eller flera obekanta, dock så att de sökta storheterna alltid skall vara heltal. Namnet kommer sig av att de problem som hör hit ofta handlade om ungersvenner och jungfrur, vilka har samlats till en fest.
Ett exempel på ett sådant problem är följande:
"20 personer, ungersvänner och jungfrur, hafva tilsamman förtärdt 56 öre. När en ungersvän nu betalar 4 öre, så skal en jungfru betala 2 öre. Nu frågas: huru många ungersvännerne och jungfruerne i synnerhet varit hafva".
Det rätta svaret är 8 ungersvenner och 12 jungfrur.
Denna regel kallas även sekinregeln (latin regula cecis), eftersom frågorna oftast handlar om pengar.